# 国際標準ドッキング機構

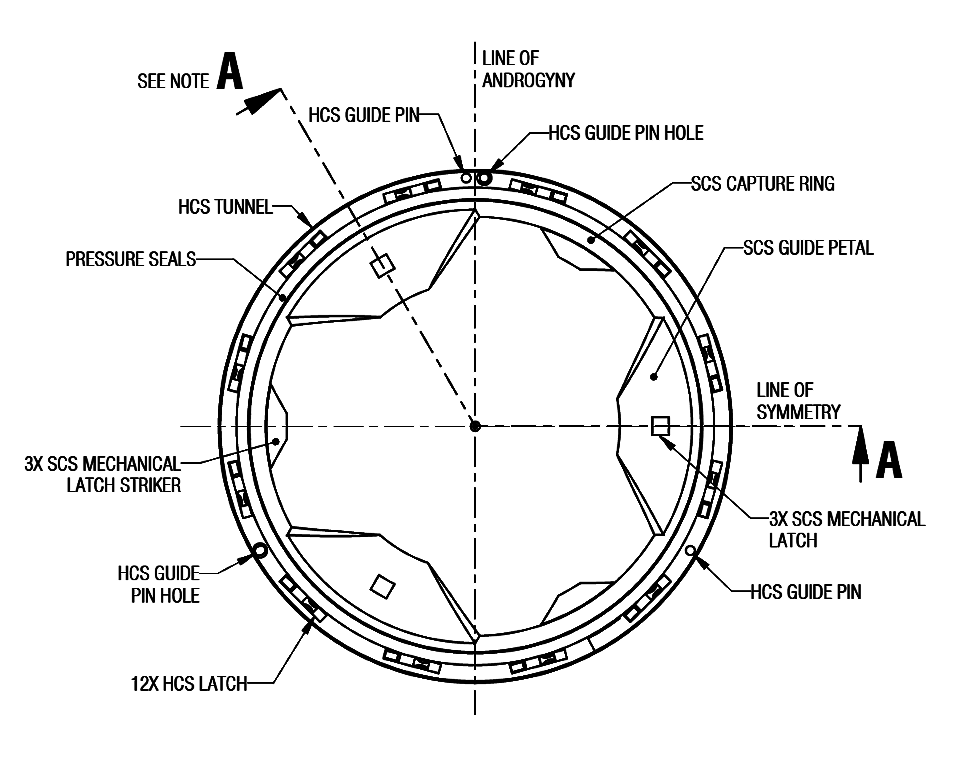
IDSS Rev D

国際標準ドッキング機構（英語: International Docking System Standard）（ IDSS ）は、2010年に策定された宇宙船ドッキングアダプタの国際規格。これは、国際宇宙ステーションのパートナー組織（NASA 、ロスコスモス、 JAXA 、 ESA 、カナダ宇宙庁）に代わって、国際宇宙ステーション多国間調整委員会によって作られた。

## 設計
IDSSドッキングメカニズムは両性具有であり、衝撃の少ない技術を使用しており、ドッキングと停泊の両方が可能である。自律型ドッキングとパイロットドッキングの両方をサポートし、緊急時のドッキング解除のための火工品を備えている。ドッキングすると、IDSSインターフェースは電力、データ、コマンド、空気、通信を移送でき、将来の実装では、水、燃料、酸化剤、および加圧剤も移送できるようになる。
乗組員と貨物の輸送のための通路の直径は0.8メートル (31 in) 。
IDSSには、ソフトキャプチャシステムとハードキャプチャシステムで構成される2フェーズのドッキング手順がある。

### ソフトキャプチャシステム
アクティブドッキングシステムのソフトキャプチャシステム（SCS）は、パッシブシステムが格納されたまま拡張され、各SCSはドッキングリングの周りに等間隔に配置された3枚の花弁で構成される。宇宙船が互いに近づくと、SCSの花弁が2つのドッキングリングを整列させ、2つが機械的にラッチされる。次に、6つのサーボ作動脚が相対運動を取り除き、収縮を開始する場合がある。SCSを使用すると、6自由度が可能になり、最初のドッキング手順の精度要件が軽減される。

### ハードキャプチャシステム
ソフトキャプチャが達成されると、ハードキャプチャシステム（HCS）は最終的な嵌合構造を開始する。これは、パッシブポートとアクティブポートの両方にある12対のメカニカルフックで構成され、ガイドピンを使用し、ドッキングリングを正確に位置合わせしてフックを適切にかみ合わせる。フックが完全に駆動されると、ドッキングポートの電気コネクタがデータの転送を開始し、ドッキング手順が完了する。

## 実装
NASAドッキング機構は、NASAによるIDSSの実装。国際ドッキングアダプタは、古いロシアのAPAS-95ドッキング機構を国際標準ドッキング機構に変換する。NASAは、2016年6月を、商業乗員輸送開発プログラム用の4つのNASAドッキングシステムユニットを建設する開始日として設定した。2つの国際ドッキングアダプターが国際宇宙ステーションに送られ、もう1つはロケットが上昇中に爆発し消失した。
ESAの国際的な停泊およびドッキングメカニズムは、IDSS互換のドッキングシステム。
月ゲートウェイの計画されている電力および推進要素は、IDSSと互換性がある。
2020年3月、Space.comは、中国の乗組員カプセルがIDSSと互換性がある可能性があると報告した。

## 部リンク
- http://www.internationaldockingstandard.com/ （リビジョンEを含むWebサイト、2016年10月）